# Toussaint (Familienname)
Toussaint ist ein französischer Familienname.

## Namensträger
- Allen Toussaint (1938–2015), US-amerikanischer Musiker
- Anne-Dominique Toussaint (* 1959), belgische Filmproduzentin
- Anna Louisa Geertruida Bosboom-Toussaint (1812–1886), niederländische Schriftstellerin
- Armand Toussaint (1806–1862), französischer Bildhauer
- Beth Toussaint (* 1962), US-amerikanische Schauspielerin
- Bodo G. Toussaint (* 1947), deutscher Schauspieler und Sprecher
- Cédric Toussaint (* 2001), haitianisch-kanadischer Fußballspieler
- Charles Toussaint (1813–1877), französischer Sprachlehrer, Entwickler der Methode Toussaint-Langenscheidt
- Cheryl Toussaint (* 1952), US-amerikanische Leichtathletin
- Clemens Toussaint (* 1960), deutscher Provenienzforscher
- Daniel Tossanus der Jüngere (auch Toussaint; 1590–1655), deutscher reformierter Theologe
- Erick Toussaint (* 1965), haitianischer Geistlicher, Bischof von Jacmel
- Ernest Toussaint (1908–1942), luxemburgischer Boxer
- Eugenio Toussaint Uhthoff (1954–2011), mexikanischer Jazzpianist, Komponist und Arrangeur
- Fernand Toussaint (1873–1956), belgischer Maler
- François Toussaint Gros (1698–1748), französischer Dichter okzitanischer Sprache
- François-Dominique Toussaint L’Ouverture (1743–1803), haitianischer Nationalheld, siehe Toussaint Louverture
- François-Vincent Toussaint (1715–1772), französischer Schriftsteller, Übersetzer und Enzyklopädist
- Gia Toussaint (* 1959), deutsche Kunsthistorikerin
- Hans Toussaint (1902–1977), deutscher Volkswirt und Politiker (CDU), Essener Oberbürgermeister
- Henry Toussaint (1847–1890), französischer Arzt und Veterinär
- Herbert Laschet Toussaint (HEL; * 1957), deutscher Lyriker und Herausgeber
- Hildegard Becker-Toussaint (* 1944), deutsche Juristin
- Ingo Toussaint (* 1950), deutscher Historiker und Bibliothekar
- Jacques Toussaint (1498/99–1547), französischer Altphilologe (Gräzist)
- Jean Toussaint (* 1960), US-amerikanischer Jazz-Saxophonist
- Jean-Philippe Toussaint (* 1957), belgischer Schriftsteller
- Karl Ernst Willibald Toussaint (1836–1898), deutscher Jurist und Richter
- Kira Toussaint (* 1994),  niederländische Schwimmerin
- Lorraine Toussaint (* 1960), US-amerikanische Schauspielerin
- Louis Toussaint (1826–1887), deutscher Maler
- Ludwig Otto Toussaint (1766–1825), Abgeordneter in der Ständeversammlung des Großherzogtums Frankfurt
- Lucas Toussaint (* 1996), französischer Fußballspieler
- Maike Toussaint (* 1985), deutsche Schauspielerin, Sängerin und Sprecherin
- Manuel Toussaint y Ritter (1890–1955), mexikanischer Kunsthistoriker und Autor
- Marie Toussaint (* 1987), französische Umweltaktivistin, Juristin und Politikerin
- Maurice Toussaint (Grafiker) (1882–1974), französischer Maler, Designer und Illustrator
- Maurice Toussaint (Sprachwissenschaftler) (1930 oder 1936–2010), französischer Philologe
- Mauricio Toussaint (* 1960), mexikanischer Maler
- Meagan Toussaint (* 1987), US-amerikanische Biathletin
- Michel Toussaint (1922–2007), belgischer Politiker
- Nicolas-Toussaint Charlet (1792–1845), französischer Maler
- Olivier Toussaint (* 1943), französischer Komponist und Sänger
- Pierre Toussaint (1766–1853), haitianischer katholischer Laie und Sklave
- Reiner Toussaint (1937–2013), deutscher Brigadegeneral
- René Toussaint (Bischof) (1920–1993), belgischer Geistlicher, Bischof von Ipamu und Idiofa
- René Toussaint (Schauspieler) (* 1958), deutscher Schauspieler
- Rudolf Toussaint (1891–1968), deutscher Offizier, zuletzt General der Infanterie
- Shaquane Toussaint (* 2005), grenadischer Leichtathlet
- Stephan Toussaint, mauritischer Politiker
- Steve Toussaint (* 1965), britischer Schauspieler